# Kantatie 82
Pour les articles homonymes, voir Route 82.
La route principale 82 (en finnois : Kantatie 82) est une route principale allant de Rovaniemi jusqu'au poste-frontière de Salla en Finlande.

## Description
La route principale 82 relie Rovaniemi via Kemijärvi à Salla jusqu'au poste frontalier de Salla. La route est longue d'environ 150 kilomètres.
En Russie elle est prolongée jusqu'à Alakourtti et  Mourmansk.

## Parcours
La route parcourt les municipalités suivantes :
- Rovaniemi
- Kemijärvi
- Salla
- Poste-frontière de Salla